# Nautiska behörigheter i Finland
De nautiska behörigheterna i Finland kan delas upp i behörigheter enligt STCW-konventionen, det vill säga sådana som gäller i internationell handelsfart, och behörigheter för inrikes trafik och trafik på begränsade fartområden. Här behandlas främst inrikes behörigheter för nöjes-, fiske- och handelsfartyg.

## Lagstiftning
Behörigheterna regleras av flera lagar, STCW-behörigheterna också av ett antal internationella konventioner. Passagerarfartyg som inte omfattas av SOLAS omfattas av det så kallade "non-SOLAS-direktivet" (Europaparlamentets och rådets direktiv om säkerhetsbestämmelser och säkerhetsnormer för passagerarfartyg). Bestämmelserna är inkorporerade i nationella bestämmelser på olika nivå. Enskilda organisationer, såsom flottan, har dessutom egna behörighetssystem.
I första hand regleras behörigheterna för fritidsbåtar av sjötrafiklagen (20.6.1996/463), för handelsfartyg av lagen om fartygspersonal och säkerhetsorganisation för fartyg (29.12.2009/1687). Kraven för befälhavare och maskinskötare för olika fartygsstorlekar och fartområden bestäms i första hand genom Statsrådets förordning om fartygs bemanning och fartygspersonalens behörighet (1797/29.12.2009), liksom i viss mån kraven på utbildning och praktik. För de flesta behörigheter fastställs utbildningsinnehållet närmare på lägre nivå, med hänsyn till fordringarna i dessa bestämmelser, EU-direktivet och STCW-konventionen. Därtill finns speciallagstiftning till exempel om sjöräddningsorganisationerna. 
Bemanningen för enskilda båtar och fartyg som till denna del hör till tillämpningsområdet för lagen om fartygspersonal och säkerhetsorganisation för fartyg fastställs av trafiksäkerhetsverket på förslag av redaren. Därmed kan kraven på besättningen variera enligt detaljer i fartygets konstruktion, utrustning eller avsedda användning och redarens bedömning och önskemål.

## Befälhavare på fritidsbåtar, nöjesfartyg och hyresbåtar
För framförande av fritidsbåt, det vill säga "båt avsedd för sport- och fritidsändamål, [...] med en skrovlängd på 2,5–24 meter" krävs inga särskilda behörigheter, också om båtkörkort diskuterats. För segelbåtar och roddbåtar utan motor och mindre motorbåtar med liten motor krävs tillräcklig ålder, förmåga och skicklighet, för motorbåtar mellan 5,5 och 24 meter i längd eller med motor på mer än 20 hk är kraven de samma, men den "tillräckliga" åldern är minst 15 år. Några närmare specifikationer för vad som är tillräckligt finns i allmänhet inte, också om trafiksäkerhetsverket kan bestämma att framförande av viss farkost eller typ av farkost kräver 18 års ålder och visad förmåga och kunskap.
Farkoster längre än 24 meter räknas inte som fritidsbåt, utan som nöjesfartyg, och därmed gäller för dem bemanningskraven enligt lagen om fartygspersonal och säkerhetsorganisation för fartyg. För befälhavaren krävs internationellt förarbrev för fritidsbåt. I detta förarbrev antecknas största längd, dödvikt och motorstyrka för vilka förarbrevet gäller.
Segel- och motorbåtsföreningarna och Navigationsförbundet har sina egna utbildningsprogram för båtförare, vilka ofta rekommenderas för dem som vill skaffa en större båt. Vissa sådana utbildningar, såsom till exempel navigationsförbundets kustskepparexamen och scouternas båtbefälhavarexamen, kan användas för att visa att man innehar de kunskaper som behövs för enklare officiella behörigheter.
Före den 1 januari 2010 krävdes förarbrev för hyresbåt för den som ville hyra en båt längre än 12 meter utan besättning. Sedan dess gäller endast sjötrafiklagens bestämmelse om att man inte får överlåta en båt att framföras av någon som saknar krävd ålder, förmåga och skicklighet och vad uthyraren själv bedömer som ändamålsenligt. Inofficiella intyg vara till nytta för att visa tillräcklig förmåga och skicklighet i sådana sammanhang.
För befälhavare på hyresbåtar som hyrs bemannade krävs förarbrev för hyresbåt, med krav som rätt långt motsvarar vad som ingår i ovannämnda föreningars skepparutbildningar. Bemanningskraven fastställs av trafiksäkerhetsverket. Som hyresbåt kan räknas båt på 2,5–24 meter som är avsedd för sport eller fritidsbruk, som inte går i reguljär trafik och har högst 12 passagerare. I internationell trafik måste befälhavaren också ha internationellt förarbrev för fritidsbåt.
Officiella behörigheter:
- Internationellt förarbrev för fritidsbåt
- Förarbrev för hyresbåt

Vanliga inofficiella behörigheter:
- Skärgårdsskepparexamen
- Kustskepparexamen

## Fiskefartyg
För fiskefartyg finns särskilda bestämmelser och särskilda behörigheter.
Fiskefartyg på under 10 meter eller under 12 meter i inrikes fart i skyddade vatten (fartområde I) berörs inte av bemanningsbestämmelserna i lagen om fartygspersonal och säkerhetsorganisation för fartyg eller förordningen om fartygs bemanning och fartygspersonalens behörighet.
Befälsbehörigheterna enligt förordningen om fartygs bemanning och fartygspersonalens behörighet är 
- förarbrev A och B för fiskefartyg samt
- skepparbrev A och B för fiskefartyg.

Kraven bestäms enligt fartygets klass och fångstområdet. Förarbrev ger behörighet motsvarande förarbrev B för fiskefartyg och Skepparbrev för inrikes fart motsvarande förarbrev A för fiskefartyg, då de kompletterats med utbildning i fiskefartygs säkerhet.

## Däcksbefälsbehörigheter
För båtar för fler än 12 passagerare, båtar som används i reguljär trafik och fartyg som inte omfattas av bestämmelserna om nöjes- eller hyresbåtar behövs i kommersiell fart en befälhavare med specifik utbildning och tillräcklig erfarenhet.
Förarbrev ger rätt att vara befälhavare på fartyg med bruttodräktighet på högst 100, i inrikesfart i främst inre skärgård. För passagerarfartyg måste området vara avgränsat och namngivet. Utbildningen är på 3,5 studieveckor och för behörighet krävs tre månader sjötjänst, som för förarbrevet kan utföras på stor fritidsbåt.
Skepparbrev för inrikes fart ger rätt att var befälhavare på lastfartyg i inrikes fart med bruttodräktighet på under 500 eller passagerarfartyg i inrikesfart i inre och yttre skärgård, med bruttodräktighet på under 300. Med tillräcklig sjötjänst som däcksbefäl ger skepparbrevet rätt att vara befälhavare på också passagerarfartyg med dräktighet under 500 i alla fartområden i inrikes fart. Utbildningen är på ungefär 10 studieveckor och för behörighet krävs åtta månaders sjötjänst.
Vaktstyrmansbrev ger rätt att vara befälhavare på lastfartyg med bruttodräktighet under 1 000 i inrikes fart, med tillräcklig sjötjänst 3 000 i östersjöfart också på passagerarfartyg.
Överstyrmansbrev ger rätt att vara befälhavare på fartyg med bruttodräktighet under 3 000 i östersjö- och nordsjötrafik och med bruttodräktighet under 500 i Europa- och fjärrtrafik.
Större fartyg kräver sjökaptensbrev.
För vägfärjor, frivillig sjöräddning, försvarets och gränsbevakningens fartyg med flera specialfall gäller skilda bestämmelser.

## Maskinsbefälsbehörigheter
Behörighetsbrev för maskinbefäl utfärdas, utom elmästarbrevet, antingen för motor- eller ångfartyg. Behörighetsbreven är maskinskötarbrev, vaktmaskinmästarbrev, maskinmästarbrev, övermaskinmästarbrev och elmästarbrev.

## Manskapsbehörigheter
Manskapet kan ha däcksmans, vaktmans, matros eller maskinmans, båtsmans eller reparatörs eller fartygselektrikers behörighetsbrev. För däcksman räcker en kortare utbildning under befälhavarens ledning.